# Habenaria leon-ibarrae
Habenaria leon-ibarrae är en orkidéart som beskrevs av Rolando Jiménez Machorro och Germán Carnevali. Habenaria leon-ibarrae ingår i släktet Habenaria och familjen orkidéer. Inga underarter finns listade i Catalogue of Life.